# Irish League 1918-1919
L'Irish League 1918-1919 ovvero il campionato della prima divisione del campionato nordirlandese di calcio fu sospeso a causa della prima guerra mondiale. Solo le squadre di Belfast e del rispettivo distretto giocarono e il Belfast Celtic vinse il titolo dopo uno spareggio con il Linfield

## Classifica finale
| Pos. | Squadra        | G  | V | N | P | GF | GS | Punti |
| ---- | -------------- | -- | - | - | - | -- | -- | ----- |
| 1    | Belfast Celtic | 10 | 7 | 1 | 2 | 15 | 7  | 15    |
| 2    | Linfield       | 10 | 7 | 1 | 2 | 15 | 8  | 15    |
| 3    | Glentoran      | 10 | 5 | 1 | 4 | 11 | 9  | 11    |
| 4    | Distillery     | 10 | 2 | 4 | 4 | 11 | 12 | 8     |
| 5    | Belfast United | 10 | 2 | 2 | 6 | 12 | 19 | 6     |
| 6    | Cliftonville   | 10 | 1 | 3 | 6 | 7  | 16 | 5     |

G = Partite giocate; V = Vittorie; N = Nulle/Pareggi; P = Perse; GF = Goal fatti; GS = Goal subiti; 